# إيفيكو
IVECO وهي اختصار (بالإنجليزية: Industrial Vehicles Corporation)‏ وتعني بالعربية مؤسسة المركبات الصناعية، وهي شركة إيطالية لتصنيع المركبات الصناعية مقرها في تورينو في إيطاليا، وهي شركة فرعية مملوكة بالكامل لمجموعة سي أن إتش الصناعية.
تقوم بتصميم وبناء المركبات التجارية الخفيفة والمتوسطة والثقيلة، ومركبات المحاجر في مواقع البناء، وحافلات المدينة وبين المدن، والمركبات الخاصة لتطبيقات مثل مكافحة الحرائق، والبعثات على الطرق الوعرة، والدفاع العسكري والمدني.
ظهر اسم إيفيكو لأول مرة في عام 1975 بعد اندماج العلامات التجارية الإيطالية والفرنسية والألمانية. توجد مصانع إنتاجها في أوروبا والبرازيل وروسيا وأستراليا وأفريقيا والأرجنتين والصين، ولديها ما يقرب من 5000 نقطة بيع وخدمة في أكثر من 160 دولة.
يبلغ إنتاج الشركة في جميع أنحاء العالم حوالي 150.000 سيارة تجارية ويبلغ حجم مبيعاتها حوالي 10 مليار يورو.

## المقدمة
إيفيكو (بالإنجليزية: IVECO)‏ هي شركة تصنيع سيارات الصناعية والمرافق المتعددة الجنسيات الصانع الإيطالي الحالي في جميع القارات. وهي شركة قابضة تأسست في 1 يناير عام 1975 من قبل شركة فيات سبا في اتصال مع اندماج شركاتها التابعة المتخصصة، وفيات، أو إم، وفيات لانسيا VI - بعد الاستحواذ على مجموعة ألمانية ماغيروس-ديوتز، والتي تمت إضافتها لاحقاً إلى ماركات أخرى مثل فورد شاحنة المملكة المتحدة في عام 1986، بيغاسو وسيدون أتكينسون في عام 1990 ويقع مقرها في تورينو.
إفيكو هي ثاني أكبر مصنع للشاحنات في أوروبا مع حصة سوقية 20٪ وأكبر شركة لتصنيع محركات الديزل في العالم، مع أكثر من ضعف عدد الشاحنات الديزل للقوارب، والمولدات الكهربائية والجرارات والآلات الأشغال العامة الشاحنات وغيرها من الشركات المصنعة من خلال تقنيات توليد القوة. بلغ حجم اعمالها لـ11200000000 يورو في عام 2007، وتمتلك الشركة 49 محطة و15 مركز البحث والتطوير في 19 بلدا.
1 يناير 2011، تم فصل الشركة المصنعة من الشركة الأم عقد مجموعة فيات سبا ليتم تجميع مع الشركة المصنعة للمعدات الزراعية ومعدات البناء العالمية سي إن إتش في شركة قابضة جديدة تسمى فيات الصناعية.

## تاريخ
تأسست إيفيكو في 1 يناير 1975، مع اندماج خمس علامات تجارية مختلفة: شركة المركبات الصناعية فيات (مقرها في تورينو)، أو إم (بريشيا، إيطاليا) إطلاق المركبات الخاصة (إيطاليا) يونيك (فرنسا) وماجيروس دويتز (ألمانيا).
بعد الاندماج، بدأت شركة إيفيكو التي تأسست حديثاً في ترشيد نطاق منتجاتها ومصانعها وشبكة مبيعاتها، مع الحفاظ على العلامات التجارية الأصلية. من 1975 إلى 1979، تضمنت مجموعة 200 إيفيكو طراز أساسي و600 نسخة تمتد من 2.7 طن من إجمالي وزن المركبة للمركبة الخفيفة إلى أكثر من 40 طناً للمركبات الثقيلة، بالإضافة إلى الحافلات والمحركات.

### 1977-1990
في عام 1977، تم تقديم مجموعة إيفيكو زيتا الخفيفة والمتوسطة الوزن لتحل محل أو إم لوبيتو البالغة من العمر عشرين عاماً. تم الانتهاء من دمج مجموعة فيات أو إم مع تشكيلة يونيك وماجيروس بحلول عام 1980. انتقلت إيفيكو للعمل على زيادة الإنتاجية وتطوير المحرك. في عام 1978 أطلقت إيفيكو أول منتج في مجموعة المركبات الخفيفة التي تحمل علامة إيفيكو دايلي.
في عام 1980 قامت إيفيكو ببناء محرك ديزل تيربو للمركبات الصناعية الثقيلة. في هذا العقد، كانت إستراتيجية الشركة موجهة بشكل كبير نحو الترويج للعلامة التجارية وأدت إلى رعاية الأحداث الرياضية، مثل الألعاب الأولمبية لعام 1980 في موسكو، وكأس ديفيس في عام 1982[بحاجة لمصدر]، ومباريات بطولات متعددة للملاكمة، وبعثات جاك كوستو في حوض الأمازون في  1983 ورايد بيجافيتا، حيث كان إيفيكو فيات 75 حصان 4x4 أول من صنع دائرة كاملة للكرة الأرضية. كما تم تشكيل فرقتين جديدتين: حافلات ديزل ومركبات إطفاء.
في عام 1984، أطلقت إيفيكو مركبة، تيربو ستار وهي مركبة ثقيلة على الطرق الوعرة أصبحت الأكثر مبيعاً في إيطاليا ونجحت أيضاً في السوق الأوروبية، حيث بيعت ما مجموعه 50000 في سبع سنوات.
في عام 1985، صنعت إيفيكو أول محرك ديزل خفيف بالحقن المباشر.
منذ عام 1986، امتلكت شركة إيفيكو أس بي. تولت مصانع فورد إنتاج وبيع المركبات الرئيسية في نطاق إيفيكو واستمرت في إنتاج فورد كارغو في منتصف الثمانينيات من القرن الماضي، أصبحت شركة أسترا، التي تنتج شاحنات النقل ومركبات مواقع البناء / المحاجر في بياتشينزا، جزءاً من مجموعة إيفيكو.
في عام 1989، تم إنتاج أول محرك ديزل مزود بتقنية إيجر لتقليل الانبعاثات الملوثة المتوافقة مع المركبات التجارية، وتم إصدار صحيفة ديلي الجديدة التي تم إطلاقها في نفس العام.
في عام 1990، اشترت المجموعة 60 ٪ من السيطرة على الشركة الصناعية الإسبانية إيناسا، التي تمتلك شركة بناء المركبات الصناعية بيجاسو. في التسعينيات، مثلت مركبات يورو تش ويورو كارغو ويورو تركر ويورو ستار عملية تجميل كاملة للمجموعة.
تم منح يورو كارغو ولقب «شاحنة العام» في عامي 1992 و1993 على التوالي، وللمرة الأول، تم منح هذا التقدير لنفس الشركة المصنعة لمدة عامين على التوالي. تم شراء الشركة الإنجليزية سيدون أتكينسون في عام 1991 وجلبت تراثها الطويل من المركبات الخاصة لصناعة البناء وجمع النفايات. في نفس العام، تم افتتاح أول خط تجميع تيربو دايلي في شركة نانجينغ موتور في الصين.

### 1991-1998
في عام 1991، أعلنت شركة إيفيكو أنها ستنسحب من سوق أمريكا الشمالية في نهاية السنة التقويمية. كانوا يبيعون طراز إيفيكو يورو متوسط المدى هناك منذ عام 1978.
في عام 1992، استحوذت إيفيكو على المُنشئ الأساسي للمركبات الصناعية في أستراليا لتشكيل إيتال[بحاجة لمصدر]، والتي كانت تسمى في الأصل شركة الشاحنات الأسترالية. في عام 2000 تم تغيير اسمها إلى شاحنات إيفيكو الأسترالية المحدودة.
في عام 1996، تم تنظيم أنشطة مكافحة الحرائق في ألمانيا تحت إشراف شركة إيفيكو ماغيروس. في العام التالي، تم تعزيز هذه الأنشطة بوصول شركة نمساوية، لوهر، والتي أصبحت فيما بعد لوهر ماغيروس.
في عام 1998 تم إطلاق كورسور 8، تبعه في العام التالي كروسور 10، أول محرك ديزل مع توربين ذو هندسة متغيرة وأول محرك ديزل للسكك الحديدية المشتركة للمركبات الصناعية الثقيلة. تم الاحتفال بمرور 125 عاماً على تقديم أول سلم ماجيروس جنباً إلى جنب مع تسليم سلم ماجيروس الذي تم إنتاجه منذ الحرب العالمية الثانية خمسة آلاف.

### 2003-2012

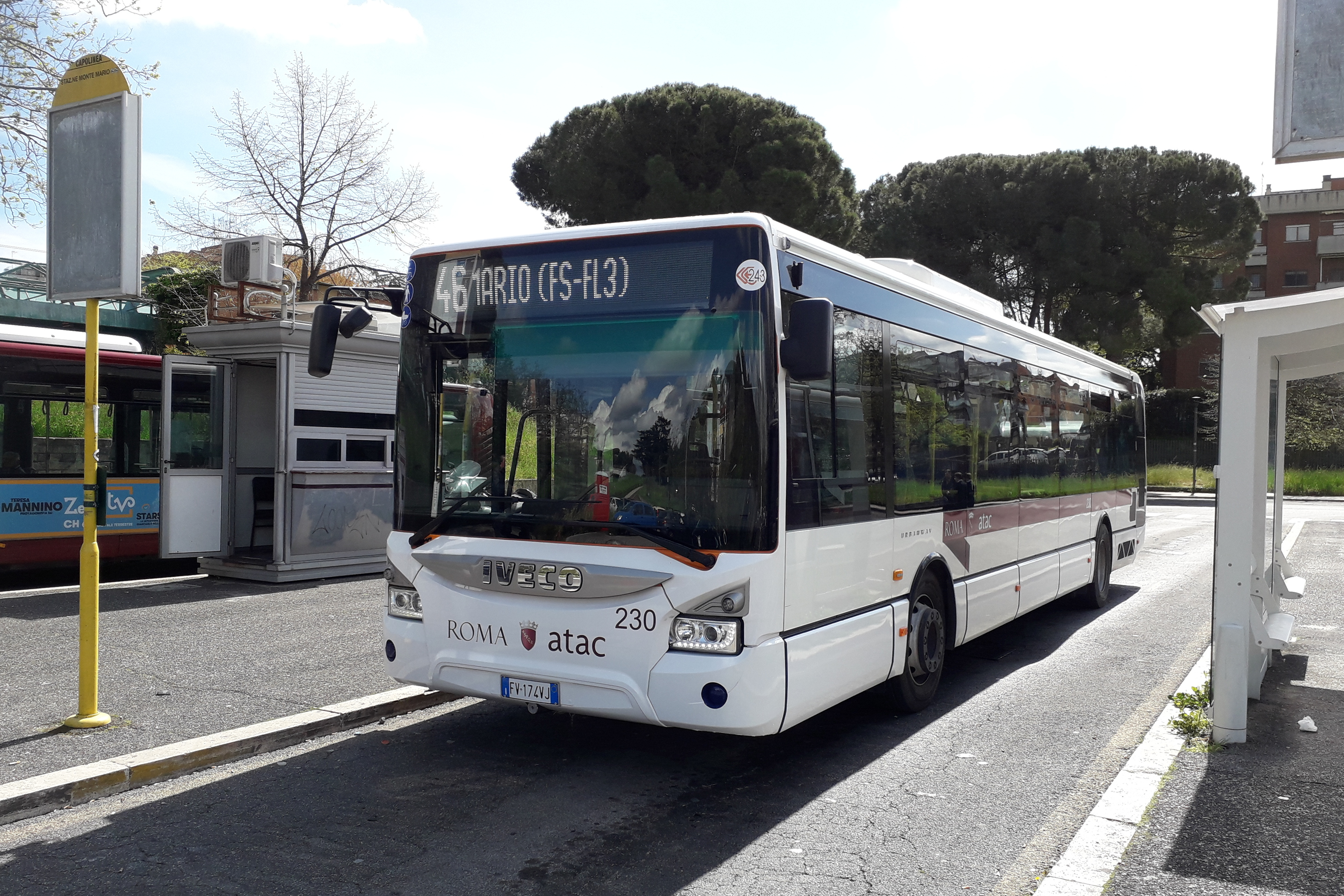

في عام 2003، اشترت إيفيكو بالكامل آيرس باص، والتي كانت في الأصل جزءاً من مشروع مشترك مع رينو.
في عام 2004 ولدت العلامة التجارية إيفيكو موتور، والتي أصبحت مظلة لإنتاج المحركات، وفي العام التالي تم دمجها في شركة فيات بورترين للتكنولوجيا التي تأسست حديثًا. في نهاية عام 2004، تم التوصل إلى اتفاق بين إيفيكو والشركة الصينية شنغهاي لتصنيع السيارات
في عام 2006، رعت إيفيكو دورة الألعاب الأولمبية الشتوية في تورين بأسطول من 1200 حافلة آير باص. في العام التالي، أصبحت إيفيكو راعية لفريق أل بلاك للرجبي النيوزيلندي.
في عام 2009، أصبحت إيفيكو مورد الشاحنات والمركبات التجارية لسباق موتو جي بي، جنباً إلى جنب مع الرعاية التاريخية لفريق سباق فيراري، الذي يوفر المركبات التي تنقل المقاعد الفردية في جميع سباقات بطولة العالم للفورمولا 1.
في 1 يناير 2011، تم تشكيل شركة فيات الصناعية، التي تضم سي أن إتش وإيفيكو وإف بي تي. في سبتمبر من نفس العام، تم افتتاح قرية فيات الصناعية في تورينو، وهو مركز متعدد الأغراض تابع لشركة فيات الصناعية وتم إنشاؤه للمبيعات والمساعدة وتقديم المنتجات للعلامات التجارية الصناعية إيفيكو ونيو هولاند وإف بي تي.
في 15 يناير 2012، فازت إيفيكو بالنسخة الثالثة والثلاثين من رالي داكار مع فريق بتروناس دي روي والسائق الهولندي جيرارد دي روي خلف عجلة قيادة سيارة إيفيكو باورستار. تبع دي روي السائقان ستيسي وبياسون خلف عجلة قيادة مركبتين إيفيكو تراكر إيفليوشن 2، مزودة بمحرك إف تي بي إندوستريال سي 13 بقوة 900 حصان.

## العلامات التجارية

### الشاحنات إيفيكو
إيفيكو هي العلامة التجارية التي تباع بموجبه المركبات الخفيفة والمتوسطة والثقيلة. تتكون مجموعة المركبات الخفيفة من نيو دايلي في إصداراتها من 2.8 طن إلى 6 أطنان ومحرك 4 × 4. تشتمل مجموعة المركبات المتوسطة على يورو كارغو، والمتوفرة من 6.5 طن إلى 18 طناً مع محرك 4x2 أو 4x4. تشكل ستريلر وتراكر ، من 19 طناً إلى 72 طناً، مجموعة المركبات الثقيلة في إصدارين أو ثلاثة أو أربعة محاور مع نظام الدفع الرباعي أو الدفع الثنائي.

#### خفيف إلى متوسط
- سلسلة أس (1978) «ديلي» تباع أيضاً باسم فيات وتيربو دايلي أو إم غرينت من عام 1986.
- سلسلة زد (1976) «زيتا» تباع أيضاً باسم فيات وأو إم وماجيروس - دويتز وساورو - تيربو زيتا من 1987.

#### الوسط
- إيفيكو - ماجيروس إم كي (1975) - تم بيع إصدارات تحمل شارة إيفيكو من كلب أف فور كاب ماغيروس في ألمانيا وبعض الأسواق الأخرى.
- فورد كارجو، التي بيعت كشاحنة فورد في المملكة المتحدة من 1986 حتى 1991.
- يورو كارغو (1991) حلت محل زيتا. تغيير النموذج بالكامل في عام 2003، الآن مع تصميم بيرتون.

#### الثقيل
- بي\تي\تي إي (1970)، شاحنة ماغيروس ديوتز للطرق الوعرة بغطاء محرك السيارة، مع شارة إيفيكو من أوائل الثمانينيات. بني حتى عام 2003، بشكل أساسي للأسواق غير الأوروبية خلال العقد الماضي.
- سلسلة إن (1976)، وكذلك إن سي وإن في إن. تُعرف أيضاً باسم سلسلة تيربو" أو "أي" وتم بيعها في الأصل باسم فيات. تم شد الواجهة عام 1981.[19]
- تيربو ستار\ تيربو\ تتش (1984)، على غرار سلسلة تيربو ستار هو الطراز الأكثر فخامة المصمم للعمليات لمسافات طويلة.
- يورو ستار/ تتش/ تريكر (1993). الخلفاء المباشرون إلى / تيربو تتش تيربو ستار، حيث تم تصميم يورو تراكر للطرق الوعرة أو أعمال البناء.
- بور ستار (1999)، شاحنة بغطاء محرك تم تصنيعها وبيعها في أستراليا، باستخدام مقصورة تيربو ستار واستمراراً للخط التقليدي السابق لشركة أستراليا الدولية.
- ستراليس (2002)، يحل محل سلسلة «يورو» الثقيلة. تم شد الواجهة في عام 2007 ومرة أخرى في عام 2012.
- أس واي (2019)، تحل محل سلسلة ستارليس.
- تركر (2004)، يستبدل الطرق الوعرة / البناء يورو تراكر ويستخدم نفس المقصورة مثل ستراليس

#### حافلة إيفيكو
المقال الرئيسي: حافلة إيفيكو
- كانت إيربوس علامة تجارية متخصصة في مركبات نقل الركاب التي تمتد من الحافلات الصغيرة إلى حافلات النقل بين المدن والحافلات السياحية. في 24 مايو 2013، أعيد إطلاق العلامة التجارية باسم إيفيكو باص[20][21]

#### هيوليز باص
- هيوليز باص هي شركة فرنسية محدودة، كانت جزءاً من مجموعة هنري هيوليز. تم تأسيسها في عام 1980. وهي مملوكة بالكامل لشركة إيفيكو من خلال شركة إيفيكو باص التابعة لها، وهي متخصصة في تصنيع الحافلات.

#### إيفيكو أسترا
المقال الرئيسي: أسترا (شركة)
- إيفيكو أسترا هي علامة تجارية مخصصة للمركبات على الطرق الوعرة لصناعة البناء والتعدين. وتنتج مركبات ثقيلة على الطرق البرية والوعرة وكذلك الجرارات الثقيلة للنقل البري والمركبات اللوجستية، بما في ذلك المركبات المدرعة للجيش. تأسست الشركة عام 1946، لكنها أصبحت جزءاً من إيفيكو منذ عام 1986.[22]

#### إيفيكو ماجيروس
المقال الرئيسي: ماجيروس
- إيفيكو ماجيروس هي العلامة التجارية المخصصة لمركبات مكافحة الحرائق وتجهيزاتها. تنتج إيفيكو ماجيروس أيضاً سلالم جوية، وهي صناعة رائدة عالمياً فيها. تم تأسيسها في عام 1866 باسم «ماجيروس كومانديتيست» على يد كونراد ديتريش ماجيروس، رئيس الإطفاء في مدينة أولم بألمانيا، والذي اخترع أيضاً سلالم مركبات مكافحة الحرائق.[23]

#### مركبات دفاعية
- مركبات الدفاع متخصصة في المركبات العسكرية.  يقع مقرها الرئيسي في بولزانو، حيث يتم إنتاج إيفيكو إل إم في، وهي واحدة من أشهر المركبات التجارية التي تستخدمها العديد من الجيوش في أوروبا وخارجها.[24]

#### إيفيكو كابيتال
- إيفيكو كابيتال هو القسم المالي لشركة إيفيكو والذي يوفر التمويل للعملاء لشراء السيارات.[25]

#### الانضمام للمغامرات
- نافيكو متخصصة في المركبات الخفيفة والمتوسطة.[3]
- سايس إيفيكو هونغيان، المتخصصة في المركبات الثقيلة.[3]

## المنشئات
- سوزارا (لومباردي، إيطاليا) الإنتاج الرئيسي لـإيفيكو دايلي
- بريشيا (لومباردي، إيطاليا) ورش ميكانيكية السابق، إنتاج إيفيكو يورو كارغو
- مدريد (إسبانيا، إنتاج إيفيكو ستراليس إيفيكو تراكر
- بلد الوليد (إسبانيا)، الإنتاج الثانوي لـإيفيكو دايلي
- أولم (بادن-فورتمبيرغ، ألمانيا) إنتاج سيارات إطفاء، إيفيكو ماجيروس
- بولزانو (تورينتو، إيطاليا) الإنتاج الرئيسي للمركبة العسكرية إيفيكو إل إم في
- فيتوريو فينيتو (فينيتو، إيطاليا) الإنتاج الثانوي للمركبات العسكرية
- «لي موس» بياتشينزا (إميليا رومانيا-إيطاليا) إنتاج سيارات أسترا للطرق الوعرة
- إيفيكو أي أم تي (ايفيكو - سيارات / مياس / تورينو، مياس، منطقة تشيليابينسك روسيا) مشروع مشترك سابق إيفيكو أرلا أي زد، إنتاج إيفيكو تراكر (إصدار جميع التضاريس) إيفيكو ستراليس، محركات إطفاء.
- سيتي لاغواس (ميناس جيرايس، البرازيل) إنتاج حافلة إيفيكو دايلي، إيفيكو سيتي كلاس الصغيرة
- كوردبة، الأرجنتين، إنتاج إيفيكو دايلي (1993-1997) إيفيكو كورسور إيفيكو تيستور إيفيكو تراكر إيفيكو ستراليس.[26]
- داندينونج، فيكتوريا (أستراليا)، سابقاً انترناشيونال هارفستر أستراليا، إنتاج إيفيكو أي سي سي أو، إيفيكو بورستار إيفيكو ستراليس
- منطقة جوانجسان، جوانجو (كوريا الجنوبية) افتتحت في عام 2015 الإنتاج في إيفيكو تراكر وإيفيكو ستراليس إيفيكو يورو كارغو
- لمرافق إيفيكو باص (آيريس باص سابقاً) انظر إيفيكو باص

### الانضمام للمغامرات
- نافيكو (نانجينغ، الصين) شاحنات إنتاج ماركة نافيكو
- سايس إيفيكو هونغيان، (تشونغتشينغ، الصين) شاحنات إنتاج ماركة هونغيان

### المحركات
- «سوفيم»، فوجيا (أبوليا، جنوب إيطاليا) المصنع الرئيسي لإنتاج محرك إيفيكو موتورز من سلسلة 8100 إتش بي آي (سلسلة أس)
- «كومبرينسوريو»، تورينو (بيدمونت، شمال إيطاليا) إنتاج ناقل الحركة فيكتور و (تيكتور ن.ي.ف) (تيكتور ف.س.ف)
- "8000" تورينو (بيدمونت) إنتاج محركات ومولدات سلسلة 8000
- بريجنانا ميلانيز (لومباردي، إيطاليا) إنتاج المحركات الصناعية والبحرية (S ، N e C)

## المالية
في عام 2011، بلغ صافي إيرادات إيفيكو 9,600,000,000 يورو، بزيادة قدرها 15.1٪ عن العام السابق.
بلغ ربح التداول 490.000.000 يورو.
كما تم تسليم إجمالي 153,384 مركبة، بزيادة قدرها 18.3٪ عن عام 2010.

## الانبعاثات وأنواع الوقود البديلة

### محركات في آي يورو 6 بتقنية أس سي آر
تراقب محركات إيفيكو من نطاقات كورسر وتكتور معايير يورو 6 من خلال اعتماد تقنية أس سي آر عالية الكفاءة (HI-eSCR). تعمل هذه التقنية على تحسين عمليات احتراق العادم والمعالجة اللاحقة، مما يقلل الاستهلاك ويسمح بتحقيق قدر أكبر من الكفاءة في تحويل انبعاثات أكاسيد النيتروجين.

### محرك كهربائي
قامت إيفيكو بتطوير وبناء أول صحيفة دايلي يومية باستخدام الدفع الكهربائي في عام 1986؛ لاحقاً، تم توسيع النطاق ليشمل الشاحنات وحافلات المدينة. قدمت.إيفيكو نيو دايلي مع دفع كهربائي وانبعاثات عادم صفرية، حيث يقوم نظام البطارية بتشغيل محرك كهربائي غير متزامن ثلاثي الطور- من خلال مساعدة العاكس - المسؤول عن تحريك السيارة مباشرة، مع استعادة الطاقة أثناء الكبح. تعمل السيارة على بطاريتين إلى أربع بطاريات مصنوعة باستخدام تكنولوجيا Na / NiCl2 (كلور الصوديوم والنيكل) بقوة اسمية تبلغ 278 فولت. السرعة القصوى محدودة إلكترونياً بـ 70 كم / ساعة، في حين أن نطاق السيارة يتراوح من 90 إلى 130 كم على بطارية مشحونة بالكامل، اعتماداً على عدد البطاريات والمهمة.

### الهجين المتوازي الديزل والكهرباء
يشتمل الحل الهجين المتوازي على محرك ديزل ومحرك كهربائي يمكن استخدامهما بشكل فردي أو متزامن، مما يوفر مرونة تشغيل أكبر ويسمح للمركبة بالعمل في كل من الظروف الحضرية وغير الحضرية. في عام 2010، أدخلت إيفيكو هذه التكنولوجيا على يورو كارغو الهجين، وهي مركبة تجارية للسوق الأوروبية ذات دفع مواز كهربائي ديزل لتوزيع البضائع وجمعها في مراكز المدن. تقل سعة الحمولة بمقدار 200 كجم مقارنةً بنماذج محركات الديزل، ولكن من الممكن توفير ما يصل إلى 30٪ في الدورة الحضرية. تتكون مجموعة يورو كارغو الهجينة من نسختين:
1. يستخدم الإصدار 7.5 طن محرك ديكتور ديزل الصناعي مع 16 صماماً و4 أسطوانات من محرك اليورو الخامس، بقوة قصوى تبلغ 160 حصاناً (118 كيلو واط) يقترن هذا بنظام قيادة مصنوع من مولد كهربائي بقوة 60 حصاناً (44 كيلو وات) وعلبة تروس أوتوماتيكية من 6 سرعات وحزمة بطارية ليثيوم أيون بسعة 1.8 كيلو واط في الساعة.
2. يستخدم الإصدار 12 طناً محرك تكتور الصناعية مع 16 صماماً و4 أسطوانات بقوة قصوى تبلغ 180 حصاناً (132 كيلو وات) مقترناً بمولد كهربائي بقوة 60 حصاناً (44 كيلو واط) وهو محرك آلي بست سرعات علبة تروس وحزمة بطارية ليثيوم أيون بسعة مقدرة 1.8kكيلوواط.

### هجين ديزل وكهرباء
تعمل إيفيكو في هذا القطاع منذ عام 1990 مع حافلات 6 و7 و4 و12 متراً للنقل في المناطق الحضرية والضواحي. تتميز سلسلة التكنولوجيا الهجينة بمحرك ديزل - أصغر من محرك السيارة التقليدية - يعمل بمثابة شاحن بطارية.

### غاز طبيعي مضغوط
سي أن جي غاز طبيعي مضغوط
يمكن أن تعمل مجموعة إيفيكو من المركبات والحافلات الخفيفة والمتوسطة والثقيلة على الميثان. يجعل الميثان من الممكن التوفير في الاستهلاك بنسبة 38٪ لكل كيلوغرام منقول مقارنة بتلك التي تستهلكها محركات الديزل لنفس الحمولة والمسافة المقطوعة. بالإضافة إلى ذلك، بالمقارنة مع محركات الديزل يورو السادس، تعمل محركات الميثان على تقليل انبعاثات أكاسيد النيتروجين بحوالي 60٪ وانبعاثات الجسيمات بنسبة 70٪ تقريباً.

### غاز طبيعي مسال
إل إن جي - غاز طبيعي مسال
في أبريل 2012، قدمت إيفيكو سيارتها الأولى بهذه التكنولوجيا، ستارليس لنغ. على عكس المركبات المزودة بتقنية سنغ، فإن تقنية لنغ تأخذ السيارة لمسافة أبعد على خزان ممتلئ (حتى 750 كم) وتقلل من فراغ السيارة وبالتالي زيادة الحمل. يكمن الاختلاف الرئيسي بين التقنيتين في نوع تخزين الغاز الطبيعي المستخدم، والذي يتم الاحتفاظ به في هذه الحالة في حالة سائلة عند -161 درجة مئوية في خزانات التبريد؛ ثم يتم تسخينه في مبادل حراري بحيث يتحول إلى غاز بمجرد وصوله إلى المحرك. أيضاً، تنخفض الضوضاء المنبعثة بمقدار 3 إلى 6 ديسيبل على محرك ديزل مماثل.

### نموذج أولي للديزل والإيثانول
إيفيكو تراكر بيفويل - نموذج أولي للديزل والإيثانول
ابتكرت إيفيكو أول نموذج أولي لمركبة تعمل بالوقود الثنائي والديزل والإيثانول. تم تطوير هذه التقنية بواسطة إيفيكو مع إف بي تي الصناعي وبوش، يستخدم النموذج الأولي شاحنة تراكر بمحرك مؤشر السكك الحديدية المشتركة بقوة 360 حصاناً، والذي يمكن تشغيله بواسطة مزيج من الإيثانول والديزل بنسبة 40-60٪. تم اختبار النموذج الأولي بواسطة رايزن، وهو مشروع مشترك بين منتج قصب السكر كوسان وشيل. في عام 2011، حصل هذا النموذج الأولي على جائزة "بريمو توب إثانول - لتقنية الوقود البديل.

### أنظمة التدفئة والتكييف
تم تركيب نموذج أولي لنظام المضخات الحرارية للسيارات الكهربائية والهجينة على مركبة إيفيكود ايلي. يبرد النظام أو يسخن مقصورة الركاب عن طريق نقل الحرارة المنخفضة الحرارة الناتجة عن أنظمة القيادة. في الوقت نفسه، تقلل استراتيجيات التحكم من الطلب على الطاقة من أجل تحقيق تأثير منخفض على الاستهلاك.

## مركبات إيفيكو

### النماذج الحالية

#### إيفيكو
- ايفيكو ديلي
- إيفيكو يورو كارغو
- إيفيكو تراكر
- إيفيكو إس واي
- إيفيكو ستراليس
- إيفيكو ستراليس إكس واي
- إيفيكو باور ستار
- إيفيكو ستراتور
- إيفيكو تكتور
- إيفيكو أكو
- ايفيكو 682

#### حافلة إيفيكو
- إيفيكو أوربانواي
- إيفيكو كرياليس
- إيفيكو كروسواي
- إيفيكو إيفاديس
- إيفيكو ماجليس
- ايفيكو ديلي باص

## الرعايات الرئيسية
قامت إيفيكو في الماضي برعاية العديد من أحداث الملاكمة المحترفة الكبرى، بما في ذلك، في كل حالة، أول معركتين بين شوجر راي ليونارد وتومي هيرنز وبين آرون بريور وأليكسيس أرغيلو.

## وصلات خارجية
- الموقع الرسمي
- أف بي تي (سابقاً إيفيكو موتورز)

- موقع استرا الرسمي
- الموقع الرسمي آيريس باص
- الموقع الرسمي إيفيكو ماجيروس
- الموقع الرسمي الأسترالي